# Мурцо
Мурцо (фр. Murzo, корс. Murzu) — коммуна во Франции, находится в регионе Корсика. Департамент коммуны — Южная Корсика. Входит в состав кантона Севи-Сорру-Чинарка. Округ коммуны — Аяччо.
Код INSEE коммуны — 2A174.

## Население
Население коммуны на 2008 год составляло 93 человека.
| 1962 | 1968 | 1975 | 1982 | 1990 | 1999 | 2008 |
| ---- | ---- | ---- | ---- | ---- | ---- | ---- |
| 112  | 132  | 117  | 105  | 81   | 77   | 93   |

## Экономика
В 2007 году среди 63 человек в трудоспособном возрасте (15—64 лет) 42 были экономически активными, 21 — неактивными (показатель активности — 66,7 %, в 1999 году было 47,8 %). Из 42 активных работали 37 человек (23 мужчины и 14 женщин), безработными были 5 мужчин. Среди 21 неактивных 4 человека были учениками или студентами, 5 — пенсионерами, 12 были неактивными по другим причинам.